# Аліса в Країні Чудес (фільм, 2010)
«Аліса в Країні Чудес» (англ. «Alice in Wonderland») — пригодницький фентезі-фільм Тіма Бертона 2010 року за мотивами однойменної книги Льюїса Керрола.
Фільм є вільним переосмисленням казок Льюїса Керролла «Аліса в Країні чудес» і «Аліса в Задзеркаллі». Сам Бертон розповів, що казки Керролла завжди були історіями про дівчинку, яка ходить від одного персонажа до іншого, і він не відчував емоційної взаємодії, тому він хотів, щоб його творіння було справжньою історією, а не просто послідовністю подій. Він вважає його продовженням попередніх фільмів чи ремейком.
У фільмі Алісі вже 19 років. Випадково вона повертається до Країни чудес, де вона була 13 років тому. Їй кажуть, що вона єдина, хто може перемогти Жербельковта — дракона, який перебуває під владою Червоної королеви. Техніка фільму використовує поєднання живої дії та анімації.

## Сюжет
Алісі вже 19 років і вона забула свої пригоди в Дивокраї та Задзеркаллі. Після смерті батька Чарлза її мати хоче видати дочку заміж за багатого, проте негарного та манірного Геміша Ескота. Алісу запрошують на бал до маєтку Ескотів, де знайомі розкривають Алісі, що насправді тут готуються її заручини з Гемішем. Прогулюючись парком з матір'ю Геміша, Аліса помічає Білого Кролика. Коли настає час заручин, дівчина говорить, що має подумати і тікає, побачивши Білого Кролика знову.
Аліса йде за ним і провалюється до кролячої нори. Вона опиняється в кімнаті з багатьма дверима, тим часом невідомі сперечаються чи це «та» Аліса. Зрештою дівчина виходить у занедбаний сад, де зустрічає Кролика, Додо, Соню та Круть-вертя з Верть-крутем. Ті сумніваються чи це та Аліса, яка їм потрібна, але проводять її до гусениці Авесалома. Гусінь показує Віщуваріум — календар усіх подій. Там записано, що скоро має настати Преварний день, коли буде вбито дракона Жербельковта. Раптом огорожу саду проламує звір Бузогриз і туди вривається військо на чолі з Валетом. Він забирає Віщуваріум, Круть-вертя з Верть-крутем забирає Гнівоптах, а Алісі вдається втекти.
Валет приносить Червоній Королеві Віщуваріум і та наказує схопити Алісу, адже Жербельковт — це її дракон, яким Королева тримає в страху Дивокрай. Аліса натрапляє на Чеширського Кота, який радить піти до Божевільного Капелюшника. Той чаює з Березневим Зайцем і Сонею. Капелюшник ховає Алісу в чайнику від Валета і його пса Баярда. Пес не видає, що знає де дівчина, і біжить в інший бік. Капелюшник вирушає з Алісою до Білої Королеви, дорогою згадуючи які руйнування спричинив Жербельковт, якого можна здолати тільки Зрублавмечем.
Погоня наздоганяє їх, Капелюшник допомагає Алісі втекти, але сам потрапляє до рук Червоної Королеви. Дівчина іде звільняти Капелюшника, хоча цього не написано у Віщуваріумі. Верхи на Баярді вона дістається до палацу Червоної Королеви саме коли та грає в крокет. Правителька не певна чи це саме та, хто загрожує її дракону, а Капелюшник відволікає її своєю балаканиною.
Баярд доповідає Білій Королеві про повернення Аліси. Білий Кролик краде у Червоної Королеви книгу і дізнається, що Зрублавмеч знаходиться тут же, під охороною Бузогриза. Алісі вдається задобрити звіра, повернувши йому вийняте Сонею око, і забрати меч. Вона намагається звільнити Капелюшника, та Валет складає на неї наклеп і Королева наказує стяти Алісі голову. Валет нападає на Алісу, але її захищають Капелюшник і Соня, називаючи її на ім'я. Аліса тікає верхи на Бузогризі до Білої Королеви.
Біла Королева приймає гостю і твердить, що саме Аліса повинна перемогти Жербельковта. Тим часом Капелюшника з Сонею ведуть на страту, проте несподівано їх рятує Чеширський Кіт, який набув вигляду засудженого. Капелюшник переконує підданих Червоної Королеви повстати проти неї, та вона розганяє натовп Гнівоптахом. Капелюшник визволяє друзів і вони тікають до Білої Королеви.
Аліса і далі не вірить, що це все насправді, а не сон, і вона «та» Аліса. Гусінь незадовго до перетворення на метелика допомагає їй згадати дитячі пригоди в Дивокраї. Дівчина згадує мужність свого батька, який вірив у неможливе, і погоджується вийти на бій з драконом.
Настає Преварний день, війська Білої і Червоної Королеви сходяться на шаховому полі. Аліса виходить на бій проти Жербельковта і згадавши шість неможливих речей, як вчив її батько. В битву кидаються інші герої, але Аліса врешті стинає дракону голову Зрублавмечем. Армія Червоної Королеви покидає її, адже вона більше не має чим залякати підданих. Чеширський Кіт забирає в неї корону і передає її Білій.
Біла Королева висилає сестру до Дальнокраю. Капелюшник, як і обіцяє, танцює танець брики-дриґи, який колись танцював краще за всіх на світі. Біла Королева збирає драконову кров, яка здатна повернути Алісу додому. Дівчина вибирається з кролячої нори і повертається на бал. Вона вибачається перед Гемішем, але каже, що не може за нього вийти, бо вона не та, що йому потрібна. Аліса береться здійснити мрію свого батька — вирушити в плавання до Китаю. Вона вирушає шукати пригоди в морських подорожах і бачить Авесалома, який став метеликом.

## У ролях
- Аліса Кінслі — Міа Васіковська
- Божевільний Капелюшник — Джонні Депп
- Червона Королева (Язловета де Кримс) — Гелена Бонем Картер

- Біла Королева (Мірана Мармуреал) — Енн Гетевей
- Червоний Валет — Кріспін Гловер[3]
- Круть-верть і Верть-круть — Метт Лукас
- Білий Кролик — Майкл Шин
- Чеширський Кіт — Стівен Фрай
- Авесалом (Гусінь) — Алан Рікман[4]
- Соня — Барбара Віндзор
- Березневий Заєць — Пол Вайтхаус
- Птах Додо — Майкл Гоф
- Батько Аліси (Чарльз Кінслі) — Мартон Чокаш
- Мати Аліси (Гелен Кінслі) — Ліндсі Дункан
- Баярд — Тімоті Сполл
- Геміш, наречений Аліси — Лео Білл
- Лорд Аскот, батько Геміша — Тім Піготт-Сміт
- Леді Аскот, мати Геміша — Джеральдін Джеймс
- Маргарет Кінслі, сестра Аліси — Джемма Павелл
- Квіти — Імелда Стонтон
- Жербельковт, дракон Червоної Королеви — Крістофер Лі

Також у фільмі в епізодичних ролях з'явилися діти Тіма Бертона та Гелени Бонем Картер (у фінальній сцені)

## Український дубляж
Фільм дубльовано на студії «Le Doyen» на замовлення «Disney Character Voices International» у 2010 році.
- Режисер дубляжу — Анна Пащенко
- Переклад і автор синхронного тексту — Сергій SKA Ковальчук
- Творчий консультант — Mariusz Arno Jaworowski
- Мікс-студія — Shepperton International

Ролі дублювали:
- Ганна Кузіна — Аліса Кінслі
- Остап Ступка — Божевільний Капелюшник
- Олена Узлюк — Червона Королева
- Юлія Перенчук — Біла Королева
- Андрій Бурлуцький — Червоний Валет
- Володимир Терещук — Круть-верть і Верть-круть
- Максим Кондратюк — Білий Кролик
- Олег Лепенець — Чеширський Кіт
- Михайло Войчук — Березневий Заєць
- Тетяна Зіновенко — Соня
- Юрій Гребельник — Гусінь

А також: Ніна Касторф, Лідія Муращенко, Юрій Висоцький, Дмитро Чернов, Наталя Романько-Кисельова, Катерина Буцька, Інна Бєлікова, Володимир Кокотунов, Борис Георгієвський, Віталій Дорошенко, Єлизавета Зіновенко, Володимир Голосняк, Ольга Радчук, Ігор Рода та інші.

## Саундтрек

### Композиції
| #   | Назва                                                 | Тривалість |
| --- | ----------------------------------------------------- | ---------- |
| 1.  | «Тема Аліси (Alice's theme)»                          | 5:07       |
| 2.  | «Мала Аліса (Little Alice)»                           | 1:34       |
| 3.  | «Пропозиція / Вниз по норі (Proposal/Down the Hole)»  | 2:58       |
| 4.  | «Двері (Doors)»                                       | 1:51       |
| 5.  | «Випий мене (Drink Me)»                               | 2:48       |
| 6.  | «У саду (Into the Garden)»                            | 0:50       |
| 7.  | «Реприза Аліси №1 (Alice Reprise #1)»                 | 0:26       |
| 8.  | «(Bandersnatched)»                                    | 2:42       |
| 9.  | «У пошуках Авесалема (Finding Absolem)»               | 2:41       |
| 10. | «Реприза Аліси №2 (Alice Reprise #2)»                 | 0:38       |
| 11. | «Чеширський кіт (The Cheshire Cat)»                   | 2:07       |
| 12. | «Аліса і подорож Баярда (Alice and Bayard's Journey)» | 4:04       |
| 13. | «Реприза Аліси №3(Alice Reprise #3)»                  | 0:24       |
| 14. | «Аліса втікає (Alice Escapes)»                        | 1:07       |
| 15. | «Біла королева (The White Queen)»                     | 0:36       |
| 16. | «Усього лише сон (Only a Dream)»                      | 1:25       |
| 17. | «Темниця (The Dungeon)»                               | 2:18       |
| 18. | «Аліса вирішує (Alice Decides)»                       | 3:14       |
| 19. | «Реприза Аліси №4 (Alice Reprise #4)»                 | 1:01       |
| 20. | «Вирушає на битву (Going to Battle)»                  | 2:41       |
| 21. | «Фінальна битва (The Final Confrontation)»            | 1:41       |
| 22. | «Кров Бурмоковта (Blood of the Jabberwocky)»          | 2:37       |
| 23. | «Аліса повертається (Alice Returns)»                  | 3:14       |
| 24. | «Реприза Аліси №5 (Alice Reprise #5)»                 | 2:56       |

### «Almost Alice»
Окрім цього, вийшов альбом «Almost Alice», що увібрав до себе композиції різних виконавців, які надихнулися фільмом «Аліса в країні див». Композиції альбому різні за жанром — від попмузики до року. Альбом було презентовано 2 березня 2010 року. Першу композицію виконала Авріл Лавін («Alice»)
- 1. Alice (Underground) — Авріл Лавін
- 2. The Poison — The All-American Rejects
- 3. The Technicolor Phase — Owl City
- 4. Her Name Is Alice — Shinedown
- 5. Painting Flowers — All Time Low
- 6. Where's My Angel — Metro Station[en]
- 7. Strange — Tokio Hotel і Керлі
- 8. Follow Me Down -3OH!3 та Неон Хітч
- 9. Very Good Advice — Роберт Сміт
- 10. In Transit — Марк Гоппус та Піт Вентц
- 11. Welcome to Mystery — Plain White T's
- 12. Tea Party — Керлі
- 13. The Lobster Quadrille -Franz Ferdinand
- 14. Running Out of Time -Motion City Soundtrack
- 15. Fell Down a Hole -Wolfmother
- 16. White Rabbit -Grace Potte'' і ''Nocturnals

#### Бонусні треки
1.
| #  | Назва                                  | Тривалість |
| -- | -------------------------------------- | ---------- |
| 1. | «Sea What We Seas (Never Shout Never)» | 3:10       |
| 2. | «Topsy Tirvy (Family Forse 5)»         | 3:25       |
| 3. | «Extreme (Valora)»                     | 3:47       |

2. 
| #  | Назва                                                | Тривалість |
| -- | ---------------------------------------------------- | ---------- |
| 1. | «You Are Old, Father William (They Might Be Giants)» | 2:32       |
| 2. | «Alice's Theme (Денні Ельфман)»                      | 5:08       |

## Касові збори
У США кінофільм зібрав $334,162,182, за кордоном — $687,600,000 (усього — $1,021,762,182).

## Критика
На сайті Rotten Tomatoes стрічка отримала оцінку в 51 % (122 позитивних відгуків і 117 негативних).
Оцінка фільму на сайті Metacritic становить 53.

## Номінації
У 2010 році фільм було номіновано на нагороду MTV Movie Awards (у категоріях — найкращий фільм, найкращий лиходій — Гелена Бонем Картер, найкраща зірка — Джонні Депп).
На нагороду Teen Choice Awards (Вибір підлітків) фільм було номіновано за: найкраща фентезі-акторка — Міа Васіковська, найкращий фентезі-актор — Джонні Депп, найкращий фільм-фентезі).